# Mara Corday
Mara Corday (n. 3 ianuarie 1930, Santa Monica, California, SUA – d. 9 februarie 2025, Santa Clarita, California, SUA) a fost o actriță, showgirl, model și Playboy Playmate americană care a fost o figură de cult în anii 1950 în timpul Epocii de Aur a Hollywood-ului.

## Filmografie
- Two Tickets to Broadway (1951) - Showgirl / Passerby on Sidewalk (nemenționată)
- Sea Tiger (1952) - Lola, Hotel Proprietress
- Son of Ali Baba (1952) - Girl on Balcony (nemenționată)
- Toughest Man in Arizona (1952) - Bit Role (nemenționată)
- The Lady Wants Mink (1953) - Model
- Problem Girls (1953) - Dorothy Childers
- Tarzan and the She-Devil (1953) - Locopo Woman (nemenționată)
- Sweethearts on Parade (1953) - Belle
- Money from Home (1953) - Waitress (nemenționată)
- Yankee Pasha (1954) - Harem Girl (nemenționată)
- Playgirl (1954) - Pam
- Drums Across the River (1954) - Sue
- Francis Joins the WACS (1954) - Kate
- Dawn at Socorro (1954) - Letty Diamond
- So This Is Paris (1954) - Yvonne
- Man Without a Star (1955) - Moccasin Mary
- The Man from Bitter Ridge (1955) - Holly Kenton
- Tarantula (1955) - Stephanie 'Steve' Clayton
- Foxfire (1955) - Maria - Hugh Slater's Nurse
- Raw Edge (1956) - Paca
- A Day of Fury (1956) - Sharman Fulton
- Naked Gun (1956) - Louisa Jackson / Morales
- The Quiet Gun (1957) - Irene
- The Giant Claw (1957) - Sally Caldwell
- Undersea Girl (1957) - Valerie Hudson
- The Black Scorpion (1957) - Teresa Alvarez
- Girls on the Loose (1958) - Vera Parkinson
- The Gauntlet (1977) - Jail Matron
- Sudden Impact (1983) - Loretta - Coffee Shop Waitress
- Pink Cadillac (1989) - Stick Lady
- The Rookie (1990) - Interrogator #2 (ultimul rol cinematgrafic)